# Epiparbattia gloriosalis
Epiparbattia gloriosalis là một loài bướm đêm trong họ Crambidae.